# Уфимский мушкетёрский полк

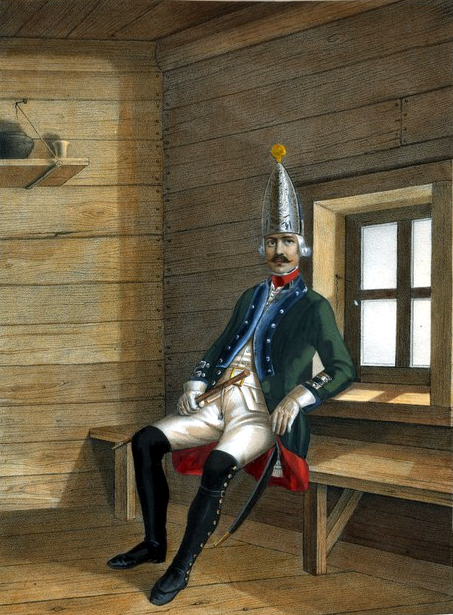
Гренадерский унтер-офицер Уфимского Мушкетерского полка. 1797-1801 гг.

О полке, образованном в 1863 году, см. Уфимский 106-й пехотный полк
Уфимский мушкетёрский полк — один из мушкетёрских полков русской императорской армии, сформированных в ходе павловской военной реформы. Переименован 22 февраля 1811 года в Уфимский пехотный полк.

## Места дислокации
1820 — г. Винница. Полк входил в состав 18-й пехотной дивизии.

## История полка
Полк был образован 29 ноября 1796 года в г. Уфе из 2-го и 3-го Оренбургских полевых батальонов. За короткое правление Павла I сменилось пять шефов полка: А. П. Мансуров (1796-1797), А. Ф. Ланжерон (1797—1799), Л. Н. Энгельгардт (1799), Н. И. Вердеревский (1799—1800), И. Д. Цыбульский (1800—1801). О том, как полк Ланжерона стоял в Уфе, вспоминает С. Т. Аксаков в книге «Детские годы Багрова-внука». Со сменой командующих полков менялось и наименование самого полка:
- с 31 октября 1798 года назывался по имени командующего генерал-лейтенанта графа А. Ф. Ланжерона;
- с 4 февраля 1799 года — генерала-майора Л. Н. Энгельгардта;
- с 18 октября 1799 года — генерала-майора Н. И. Вердеровского;
- с 19 мая 1800 года — генерала-майора И. Д. Цыбульского.

В 1798 году полк получил знамя и принял участие в смотре частей оренбургской инспекции, который проводил император Павел I в г. Казани.
В 1809 году  за сочинение «О способе лечения злокачественной горячки в Уфимском мушкетерском полку» Якову Щировскому было объявлено монаршее благоволение.
С 31 марта 1801 года полк именуют как Уфимский мушкетёрский полк, а с 22 февраля 1811 года — Уфимский пехотный полк.
Полк принимал участие в Отечественной войне 1812 года в составе 24-й пехотной дивизии генерала-майора П. Г. Лихачева. 26 августа 1812 года в Бородинском сражении Уфимский пехотный полк участвовал в контратаке батареи Н. Н. Раевского.
После полк участвовал в заграничных кампаниях 1813 и 1814 гг., сражался в битвах под Денневицем, Лейпцигом в Германии, Краоном, Лаоном и Парижем во Франции.
За турецкую кампанию 1828—1829 гг. награждён 6 апреля 1830 года «походом за военное отличие».
28 января 1833 года Уфимский пехотный полк был расформирован и в полном составе присоединён к Бутырскому пехотному полку.

## Командиры полка
1820 — подполковник Добровольский 4-й